# خبرگزاری آذری‌پرس
خبرگزاری آذری‌پرس (ترکی آذربایجانی: Azəri Press Agentliyi) یا آپا یکی از آژانس‌های خبری جمهوری آذربایجان است.

## تاریخچه
خبرگزاری آذری‌پرس یک شرکت مسئولیت محدود خصوصی و نیمه‌رسمی می‌باشد، که در سال ۲۰۰۴ بنیانگذاری شد. این خبرگزاری که اخبار داخلی و خارجی را پوشش می‌دهد، یکی از مراجع اصلی خبر برای اکثر تلویزیون‌ها، ایستگاه‌های رادیویی، روزنامه‌ها و سایر رسانه‌های خبری در آذربایجان به حساب می‌آید. آپا چندین بخش به نام‌های «آپا نیوز»، «آپا اکونومیکس»، «آپا اسپورتس» و «آپا فوتو» را داراست. فعالیت این آژانس، علاوه بر اخبار روزمره، انتشار فیلم‌ها، جدول نرخ، طلا، سکه و ارز در بازار، تجزیه و تحلیل هفتگی و ماهانه، پیش‌بینی‌ها و غیره… را شامل است. آپا در ایالات متحده آمریکا، ترکیه، فرانسه، رومانی، ایران، روسیه، گرجستان و نیز چند کشور دیگر دفاتر نمایندگی دارد.
وبگاه خبرگزاری آذری‌پرس خبرهای خود را به زبان‌های ترکی آذربایجانی، انگلیسی، روسی، فرانسوی و عربی انتشار می‌دهند. این آژانس یک گروه کارشناسان متشکل از دانشمندان مشهور سیاسی دارد که نگارش‌های مراکز تحقیقاتی و نمایندگی‌های دیپلماتیک را مورد تجریه و تحلیل قرار می‌دهد.